# Gabriella Taylor
Gabriella Taylor (Southampton, 7 marzo 1998) è una tennista britannica inattiva dal 2020.

## Biografia
Di padre britannico e madre bulgara, ha una casa a Marbella. Parla inglese, bulgaro e spagnolo. Sa suonare il pianoforte.

## Carriera
Vincitrice di 6 titoli nel singolare e 3 titoli nel doppio nel circuito ITF, nel 2016 ha rischiato la vita per aver contratto la leptospirosi mentre disputava il torneo juniores di Wimbledon (sulla vicenda è anche stata aperta un'indagine). Dopo mesi di degenza è tornata all'agonismo, diventando quindi professionista.
Il 10 dicembre 2018 ha raggiunto la sua migliore classifica nel ranking WTA piazzandosi al 162º posto. Il 19 marzo 2018 ha guadagnato il miglior piazzamento mondiale nel doppio alla posizione n°479.

## Statistiche ITF

### Singolare

#### Vittorie (6)
| Torneo $100.000 (0) |
| Torneo $80.000 (0)  |
| Torneo $75.000 (0)  |
| Torneo $60.000 (0)  |
| Torneo $50.000 (0)  |
| Torneo $25.000 (5)  |
| Torneo $15.000 (0)  |
| Torneo $10.000 (1)  |

| N. | Data             | Torneo                                                 | Superficie | Avversaria in finale | Punteggio        |
| 1. | 22 novembre 2015 | Stellenbosch Women's Open, Stellenbosch                | Cemento    | Naomi Totka          | 4-6, 6-2, 6-1    |
| 2. | 14 maggio 2017   | ITF Changwon Women's Challenger Tennis, Changwon       | Cemento    | Danielle Lao         | 6-2, 6-2         |
| 3. | 23 dicembre 2017 | Ganesh Naik ITF Women's Tennis Tournament, Navi Mumbai | Cemento    | Diāna Marcinkēviča   | 4-6, 7-6(7), 6-3 |
| 4. | 11 febbraio 2018 | Launceston Tennis International, Launceston            | Cemento    | Asia Muhammad        | 6-3, 6-4         |
| 5. | 25 febbraio 2018 | Perth Tennis International, Perth                      | Cemento    | Myrtille Georges     | 6-2, 7-5         |
| 6. | 11 marzo 2018    | Mildura Grand Tennis International, Mildura            | Erba       | Shérazad Reix        | 6-0, 6-3         |

#### Sconfitte (6)
| Torneo $100.000 (0) |
| Torneo $80.000 (0)  |
| Torneo $75.000 (0)  |
| Torneo $60.000 (0)  |
| Torneo $50.000 (0)  |
| Torneo $25.000 (1)  |
| Torneo $15.000 (2)  |
| Torneo $10.000 (3)  |

| N. | Data             | Torneo                                                      | Superficie | Avversaria in finale    | Punteggio        |
| 1. | 30 ottobre 2016  | Heraklion Hellenic Zeus Circuit, Heraklion                  | Cemento    | Valerija Savinych       | 2-6, 1-4, rit.   |
| 2. | 6 novembre 2016  | Heraklion Hellenic Zeus Circuit, Heraklion                  | Cemento    | Ioana Diana Pietroiu    | 3-6, 6-2, 2-6    |
| 3. | 13 novembre 2016 | Heraklion Hellenic Zeus Circuit, Heraklion                  | Cemento    | Raluca Georgiana Șerban | 4-6, 5-7         |
| 4. | 17 marzo 2019    | Asia Univ Int'l Women's Open Tennis, Distretto di Nishitama | Cemento    | Dar'ja Lopatec'ka       | 6(4)-7, 6-2, 3-6 |
| 5. | 20 ottobre 2019  | GD Tennis Cup, Adalia                                       | Cemento    | Magdaléna Pantucková    | 3-6, 1-6         |
| 6. | 27 ottobre 2019  | GD Tennis Cup, Adalia                                       | Cemento    | Dar'ja Kruchkova        | 0-6, 0-3, rit.   |

### Doppio

#### Vittorie (3)
| Torneo $100.000 (0) |
| Torneo $80.000 (0)  |
| Torneo $75.000 (0)  |
| Torneo $60.000 (0)  |
| Torneo $50.000 (0)  |
| Torneo $25.000 (1)  |
| Torneo $15.000 (1)  |
| Torneo $10.000 (1)  |

| N. | Data            | Torneo                                      | Superficie | Compagna        | Avversarie in finale                               | Punteggio           |
| 1. | 14 maggio 2016  | Torneo Conchita Martínez, Monzón            | Cemento    | Alice Bacquié   | Estrella Cabeza Candela Cristina Sánchez Quintanar | 6-1, 6-1            |
| 2. | 9 marzo 2018    | Mildura Grand Tennis International, Mildura | Erba       | Katy Dunne      | Alexandra Bozovic Olivia Tjandramulia              | 5-7, 7-6(4), [10-5] |
| 3. | 26 ottobre 2019 | GD Tennis Cup, Adalia                       | Cemento    | Mira Antonitsch | Viktoriia Dema Noa Liauw A Fong                    | 6-4, 6(5)-7, [10-3] |

#### Sconfitte (2)
| Torneo $100.000 (0) |
| Torneo $80.000 (0)  |
| Torneo $75.000 (0)  |
| Torneo $60.000 (0)  |
| Torneo $50.000 (0)  |
| Torneo $25.000 (1)  |
| Torneo $15.000 (1)  |
| Torneo $10.000 (0)  |

| N. | Data             | Torneo                                                | Superficie  | Compagna    | Avversarie in finale                           | Punteggio        |
| 1. | 22 luglio 2017   | Torneo Internacional Ciudad de Don Benito, Don Benito | Sintetico   | Mia Eklund  | Maria Masini Olga Parres Azcoitia              | 3-6, 3-6         |
| 2. | 7 settembre 2019 | Marbella Intecracy ITF Cup, Marbella                  | Terra rossa | Arantxa Rus | Irene Burillo Escorihuela Andrea Lazaro Garcia | 7-5, 4-6, [4-10] |